# بنك القاهرة عمان
بنك القاهرة عمان (بالإنجليزية: Cairo Amman Bank)‏ بنك أردني تأُسس في عمّان عام 1960 كشركة مساهمة عامة أردنية. يحتل بنك القاهرة عمان حالياً المركز السادس بين البنوك العاملة في الأردن من حيث حجم الموجودات، والمركز الثاني بين البنوك العاملة في فلسطين من حيث حجم الموجودات والثالث من حيث عدد الفروع.

## التطوير
يمتلك بنك القاهرة عمان شبكة فروع منتشرة في جميع مناطق الأردن، حيث يبلغ عدد فروع ومكاتب البنك حوالي 88 فرعاً منتشرة موجودة في الأردن، بجانب الفروع الموجودة في فلسطين وفرع وحيد في البحرين.
قام البنك بأول عملية مصرفية في 14 يوليو 1960. وافتتح أول فرع له في الضفة الغربية عام 1986.
كما انشاء Signature هو بنك متكامل يعمل كمؤسسة تجارية مستقلة بدعم من بنك القاهرة عمان، كما يقدم حلولاً استثمارية ومصرفية شاملة وحصرية للعملاء المؤهلين من الأفراد والشركات
وانشاء ايضا خدمه خاصة في الشباب من عمر 18 مع خدمات فرده ضمن تطبيق يسمى linc (كاتب الموضوع عبدالله محمود علي)

## إغلاق حسابات الأسرى الفلسطينيين
في فبراير 2020، أصدر قائد جيش الاحتلال الإسرائيلي في الضفة الغربية قراره العسكري المُعَدل باعتبار الرواتب الشهرية التي تدفعها الحكومة الفلسطينية للأسرى «عملًا محظورًا»، وعلى البنوك عدم الاحتفاظ بحسابات للأسرى، وإلا فإنها تُعتبر وموظفيها شركاء في «الجريمة».
في 5 مايو 2020، قال أسرى فلسطينيون مُحررون أن إدارة بنك القاهرة عمان طالبتهم بعمل براءة ذمة، ونقل حساباتهم من البنك إلى بنوك أخرى، وعطلت بطاقاتهم البنكية. رد مسلحون فلسطينيون بإطلاق النار على فرع للبنك في مدينة جنين لثلاث مرات خلال أسبوع واحد، كما أضرم آخرون النار في صراف آلي يتبع البنك في مدينة أريحا.
في 6 مايو 2020، قالت هيئة شؤون الأسرى والمحررين الفلسطينية أن بنوك وافدة تعمل في الأراضي الفلسطينية قد شرعت في إغلاق حسابات بنكية لأسر الشهداء والأسرى الفلسطينيين استجابةً لضغوط إسرائيلية. قال رئيس الوزراء الفلسطيني محمد اشتية أن لجنة شُكلت لدراسة الأزمة وأنه تم الاتفاق مع البنوك لتجميد إجراءاتها.
في 7 سبتمبر 2020، أشار رئيس الهيئة قدري أبو بكر إلى أن بعض البنوك ترفض فتح حسابات جديدة للأسرى، في حين أن الاحتلال الإسرائيلي قد جمد العمل في قراره.